# Harry Allouche
Pour les articles homonymes, voir Allouche.
Harry Allouche est un compositeur, pianiste et producteur de musique français.

## Biographie
Il apprend le piano puis la batterie, activité qui l’amène à devenir membre du groupe de rock Les Shades en 2004. Le groupe sera signé par Bertrand Burgalat sur son label Tricatel. Il entre ensuite au Conservatoire national supérieur de musique de Paris où il obtient cinq premiers prix (harmonie, contrepoint, fugue & formes, analyse, orchestration,). Il étudie notamment auprès des compositeurs contemporains Thierry Escaich, Marc-André Dalbavie et Michaël Lévinas. Depuis 2017, il improvise au piano l'accompagnement de films muets à la Cinémathèque française et à la Fondation Jérôme Seydoux-Pathé,.
En 2017 il signe sa première bande originale pour le documentaire Le Cinema Dans l'Oeil de Magnum réalisé par Sophie Bassaler. Le film, co-produit par Arte et Magnum Photos à l’occasion des 70 ans de l’agence photographique, est sélectionné au Telluride International Film Festival.
En 2018, il compose la musique du long métrage Au bout des Doigts de Ludovic Bernard, avec Kristin Scott Thomas, Lambert Wilson et Jules Benchetrit. Il assure aussi la direction musicale pour laquelle il adapte notamment le deuxième concerto pour piano de Rachmaninov[Pas dans la source]. Le film, projeté à Los Angeles dans le cadre du Colcoa French Film Festival, remporte le Prix du Public au Festival du Cinéma & Musique de Film de la Baule.
Harry Allouche est nommé dans la catégorie Jeune Talent au prix UCMF 2019.
En 2020, il rejoint le programme de Master d’Expérimentation en Arts Politiques fondé par Bruno Latour à Sciences Po Paris.
Depuis 2021, il est professeur associé d’harmonie au sein du département de Formation supérieure aux métiers du son du Conservatoire National Supérieur de Musique et de Danse de Paris.
En 2022, il compose la musique du film Les Colons de Felipe Gálvez, sélectionné dans la section "Un certain regard" du Festival de Cannes 2023 où il reçoit le prix FIPRESCI. Le film est choisi pour représenter le Chili aux Oscars 2024.

## Discographie
- 2018 : The Last Detail - The Last Detail - arrangement et direction de cordes[21],[22]
- 2022 : In Cinerama - April March : arrangement et direction de cordes[23],[24]

## Filmographie

### Cinéma

#### Longs métrages
- 2018 : Au bout des doigts de Ludovic Bernard
- 2020 : 10 jours sans maman de Ludovic Bernard
- 2023 : Los colonos de Felipe Gálvez

### Télévision

#### Documentaires
- 2017 : Le Cinéma dans l'œil de Magnum (Cinema Through the Eye of Magnum) de Sophie Bassaler